# Majcni
Majcni este o localitate din comuna Sežana, Slovenia, cu o populație de 73 de locuitori.